# Quettania coeruleipennis
Quettania coeruleipennis là một loài bọ cánh cứng trong họ Cerambycidae.